# Ophidion antipholus
Ophidion antipholus är en fiskart som beskrevs av Lea och Robins 2003. Ophidion antipholus ingår i släktet Ophidion och familjen Ophidiidae. Inga underarter finns listade i Catalogue of Life.